# حسین بن علی وحیدی خنجی
حسین بن علی بن احمد بن عبدالله الوحیدی الخنجی (۱۹۱۲ - ۱۹۸۸) از بزرگان منطقه و شهرستان بندر لنگه در استان هرمزگان در جنوب ایران بوده‌است. شاعر عرب زبان و ادیب معاصر ومؤلف کتاب «تاریخ لنجه».

## زندگی‌نامه
او نوه شیخ عبدالسلام خنجی است و نسب وی به عبدالله ابن (حَبر الأُمَه) بن عبدالمطلب می‌رسد القرشی. در ۲۶ ماه صفر سال ۱۳۳۱ هجری قمری در شهر لنگه متولد شده و در مدارس دینی لنگه آموزش دیده‌است. وی بعد از ازدواج در سال ۱۳۶۳ هجری قمری عازم دبی شد. اما پس از مدتی دوباره به لنگه بازگشت.
پس از بازگشت به لنگه مسؤلیت محاضر سیار بنادر و شیبکوه و گاوبندی از جانب حکومت به عهده گرفت، تا سال ۱۳۹۰ هجری قمری از وظیفه خود استعفاء داد و به دبی مهاجرت کرد.
وی به اضافه کتاب «تاریخ لنجه» کتاب دیگری نیز نوشته‌اند تحت عنوان «جُزُر الخلیج». این کتاب دست‌نویس است و هنوز به زیر چاپ نرفته‌است.